# Organisatie van Amerikaanse Staten
De Organisatie van Amerikaanse Staten of OAS is een internationale organisatie die bestaat uit de 35 onafhankelijke staten op het Amerikaanse continent. Ze is op 30 april 1948 opgericht in Bogotá, Colombia en heeft haar hoofdzetel in Washington D.C. in de Verenigde Staten. Aan het hoofd staat de secretaris-generaal van de OAS.

## Geschiedenis
Al voor de oprichting van de OAS waren er diverse initiatieven tot samenwerking tussen de al onafhankelijke staten op het Amerikaanse continent. Het door Simón Bolívar in 1826 georganiseerde Congres van Panama leidde uiteindelijk tot niets, maar in 1889-1890 werd de eerste Internationale Conferentie van Amerikaanse Staten gehouden. Die leidde tot de oprichting van de Internationale Unie van Amerikaanse Republieken, met achttien lidstaten en een permanent secretariaat. Deze twee werden later hernoemd naar respectievelijk Unie van Amerikaanse Republieken en Pan-Amerikaanse Unie.
Mede naar aanleiding van de ervaring met de Tweede Wereldoorlog werd in 1947 een collectief verdedigingsverdrag getekend, het Inter-Amerikaans Verdrag voor Wederzijdse Bijstand (afgekort TIAR, van het Spaanse Tratado Interamericano de Asistencia Recíproca). In 1948, tijdens de door George Marshall voorgezeten negende Internationale Conferentie van Amerikaanse Staten, werd het oprichtingshandvest getekend voor de Organisatie van Amerikaanse Staten. Deze organisatie, opgericht door 21 landen, kan worden beschouwd als opvolger van de Pan-Amerikaanse Unie: de directeur-generaal van de Unie werd de eerste secretaris-generaal van de OAS.
Sinds 1971 worden jaarlijks reguliere vergaderingen van de Algemene Vergadering van de Organisatie van Amerikaanse Staten gehouden. Daarnaast organiseert ze de Summits of the Americas.

### Invloed van de Verenigde Staten
De OAS stond gedurende een groot deel van haar geschiedenis onder duidelijke politieke en economische invloed van de Verenigde Staten. De OAS was gedurende een groot deel van de twintigste eeuw sterk verbonden met de zogeheten Monroedoctrine, de door de Amerikaanse president Monroe geuite visie dat de op dat moment al zelfstandige naties op het Amerikaanse continent soeverein waren, dat iedere Europese bemoeienis daarmee — in het bijzonder pogingen tot herkolonisatie — taboe was, en dat de Verenigde Staten een leidende taak hadden te vervullen bij het handhaven van de zelfstandigheid van de Amerikaanse naties.
Het communisme werd na 1948 door de VS als een duidelijke "buiten-Amerikaanse" invloed gezien, die van het Amerikaanse continent geweerd diende te worden. Dit leidde tot een actieve steun van de Verenigde Staten aan "rechtse", anticommunistische regeringen op het Westelijk Halfrond, en actief ingrijpen in landen waar een socialistisch regime dreigde gevestigd te worden. Dit ingrijpen gebeurde vaak met goedkeuring achteraf van de OAS of onder de mantel van de principes van het Charter van de OAS en het TIAR, zoals bij de interventie in de Dominicaanse Republiek in 1965. Men zou de OAS in die jaren kunnen beschouwen als een invloedssfeer van de Verenigde Staten.
Vanaf eind jaren 1970 nam deze dominantie van de VS duidelijk af: bij de gebeurtenissen in Nicaragua in 1979 moest de VS accepteren dat de OAS een plan voor interventie eenvoudig afwees. Na het aflopen van de Koude Oorlog was de "dreiging" van het communisme weggevallen, en later in de jaren 1990 werden vele Latijns-Amerikaanse landen (weer) democratisch. De OAS probeerde mee te groeien met deze veranderde context, en ontwikkelde zich tot een organisatie die veel minder de nadruk legt op het beschermen van de soevereiniteit van het continent tegen invloeden van buitenaf, en meer op economische samenwerking en het ondersteunen van vredesprocessen en democratisering.

## Leden

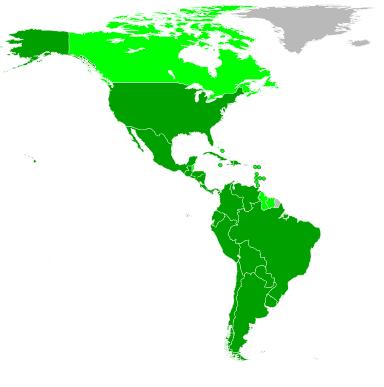
Lidstaten van de OAS.
oprichtend lid
latere leden
geen lid

De OAS bestaat in 2013 uit onderstaande landen. Het jaartal geeft het jaar van toetreding aan bij landen die niet vanaf de oprichting lid waren:
| - Antigua en Barbuda (1981) - Argentinië - Barbados (1967) - Bahama's (1982) - Belize (1991) - Bolivia - Brazilië - Canada (1990) - Chili - Colombia - Costa Rica - Cuba (geschorst van 1962 - 2009, maar nog niet opnieuw toegetreden) - Dominica (1979) - Dominicaanse Republiek - Ecuador - El Salvador - Grenada (1975) | - Guatemala - Guyana (1991) - Haïti - Honduras (geschorst van 2009 - 1 juni 2011) - Jamaica (1969) - Mexico - Nicaragua (-2022) - Panama - Paraguay - Peru - Saint Lucia (1979) - Saint Kitts en Nevis (1984) - Saint Vincent en de Grenadines (1981) - Suriname (1977) - Trinidad en Tobago (1967) - Verenigde Staten - Uruguay - Venezuela (-2020) |

### Waarnemende lidstaten
Naast deze landen zijn er 70 waarnemers, niet-Amerikaanse landen die de ontwikkelingen binnen de OAS nauwlettend volgen en vaak financiële steun leveren voor OAS-programma's.

### Voormalige leden OAS
Cuba werd in 1962, onder druk van de Verenigde Staten, uit de OAS gezet, maar kreeg de mogelijkheid weer toe te treden in 2009. Hiervan heeft het land geen gebruik gemaakt.
Eind april 2017 kondigde Venezuela aan de OAS te willen verlaten. De minister van Buitenlandse Zaken, Delcy Rodriguez, zei: 'De terugtrekking van Venezuela uit de OAS is onvoorwaardelijk. Ze heeft te maken met de waardigheid van ons volk'. Het vertrek is een reactie op de belegde crisisvergadering van de ministers van Buitenlandse Zaken van 17 lidstaten om hun 'diepe bezorgdheid' over de politieke situatie in Venezuela te bespreken. Het land is lid sinds 1951 en het proces voor het vertrek uit de OAS zal twee jaar duren. Diverse landen, waaronder, Cuba, de Volksrepubliek China en Rusland feliciteerden Venezuela met dit besluit.
Op 24 april 2022 kondigde Nicaragua aan dat het zich onmiddellijk terugtrekt uit de OAS. De minister van Buitenlandse Zaken Denis Moncada meldde ‘Vanaf vandaag maakt Nicaragua geen deel meer uit van alle bedrieglijke mechanismen van dit monster’. De OAS heeft de herverkiezing van Daniel Ortega als Nicaraguaanse president in november 2021 niet erkend en toen maakte Ortega al melding van deze plannen om uit te treden. In maart 2022 noemde Arturo McFields, de vertegenwoordiger van Nicaraqua bij de OAS, de regering van het land een dictatuur.